# Bruinstipje
Het bruinstipje (Proteroiulus fuscus) is een soort miljoenpoot in de familie Blaniulidae die overal in Europa kan worden gevonden, behalve Albanië, Andorra, Liechtenstein, Moldavië, Monaco, Roemenië, San Marino, Vaticaanstad, alle staten van voormalig Joegoslavië en enkele Europese eilanden.

## Kenmerken
De mannetjes van de soort zijn 6,5-8,5 mm lang en 0,5-0,7 mm breed, terwijl de vrouwtjes groter zijn, variërend van 7,0-13,4 mm tot 15 mm lang en 0,5-0,9 mm breed. Het heeft donkere of bruingekleurde ozadenen en heeft 6-14 borstelharen, wat iets langer is dan zijn metazoniet.